# Aéroport de Grenoble-Mermoz
Pour les articles homonymes, voir Aéroport de Grenoble.
L'aéroport de Grenoble-Mermoz est l'ancien aéroport de Grenoble, ouvert en 1936 et fermé en 1967, du fait de sa trop grande proximité avec l'agglomération et ses besoins d'extension liés, entre autres, aux Jeux olympiques d’hiver de 1968.
Depuis la suppression de cet aéroport le nouveau s'appelle l'« aéroport de Grenoble-Isère » et se situe à environ 40 km de l'agglomération dans la ville de Saint-Étienne-de-Saint-Geoirs. Par ailleurs un aérodrome situé au Versoud se trouve à proximité de l’agglomération.

## Historique
Dès les années 1920, l’aviation civile et de tourisme se développent dans le Dauphiné. Des clubs voient ainsi le jour : l’Aéro-club du Dauphiné et l’Aéro-club du Grésivaudan. Le premier terrain d’aviation local est aménagé au nord-ouest de Grenoble à l’emplacement de l’actuel Synchrotron.

### L’aéroport Grenoble-Eybens Jean-Mermoz
En 1930 est lancée l’idée que Grenoble, capitale des Alpes françaises, doit disposer d’un aérodrome, aussi bien pour des raisons commerciales que touristiques. Après de longues réflexions, impliquant pouvoir politique et opinion publique, il est décidé que cet aéroport serait construit au sud de Grenoble, à cheval sur les communes d’Eybens et d'Échirolles. L’aérodrome Grenoble-Eybens, baptisé Jean Mermoz en hommage à l'aviateur français, est ouvert à la circulation aérienne le 14 octobre 1936.
Face au succès de cet équipement des extensions sont réalisées dans les années 1940 sur la commune d’Eybens, portant la superficie de l’aérodrome à 71 ha. Mais, à partir de 1955, l’aéroport devient gênant car l’agglomération grenobloise ne peut s’étendre que vers le sud et l’aéroport aurait lui aussi besoin d’extensions mais ne peut le faire en raison de la trop grande proximité des localités et de la rocade sud située en bout de pistes.
Les compagnies aériennes Air Alpes et Air Dauphiné assurent des lignes commerciales vers Lyon, Paris-Le Bourget ou les stations de ski comme Méribel ou Alpe d'Huez.
En juillet 1965, sur un Beechcraft-sferma-60 marquis de 7 places, François Rude, pilote chez Air Dauphiné, établit le record jamais égalé sur la ligne Paris- le Bourget/ Grenoble Eybens en 55 minutes avec 5 passagers,.

### Impacts des Jeux olympiques de 1968
Les Jeux olympiques d'hiver de 1968 sont l’occasion d'une refonte totale de l'espace urbain de Grenoble et de son infrastructure aéroportuaire : 
En 1967, les activités de l’aéroport de Grenoble-Mermoz sont transférées à :
- l’aérodrome de Grenoble-Le Versoud, créé en 1948[5] situé à 10 km de Grenoble pour le trafic d'aviation de loisirs ;
- l'aéroport de Grenoble-Isère, créé en 1966 en prévision des Jeux olympiques de 1968, situé à environ 40 km de Grenoble, pour le trafic commercial de passagers[6].

L’aéroport Grenoble-Mermoz cesse toute activité en décembre 1967.

### Reconversion du terrain de l’aéroport
C’est sur une partie de l’ancien aéroport que sera construit :
- en 1967 : le « Village Olympique » et la gare de Grenoble-Olympique en vue des Jeux olympiques d'hiver de 1968, mais aussi le centre d'expositions Alpexpo ouvert en 1968 ;
- en 1975 : le centre commercial Grand'Place.

Vues aériennes de l'aéroport de Grenoble - Jean Mermoz de 1944 à 2012
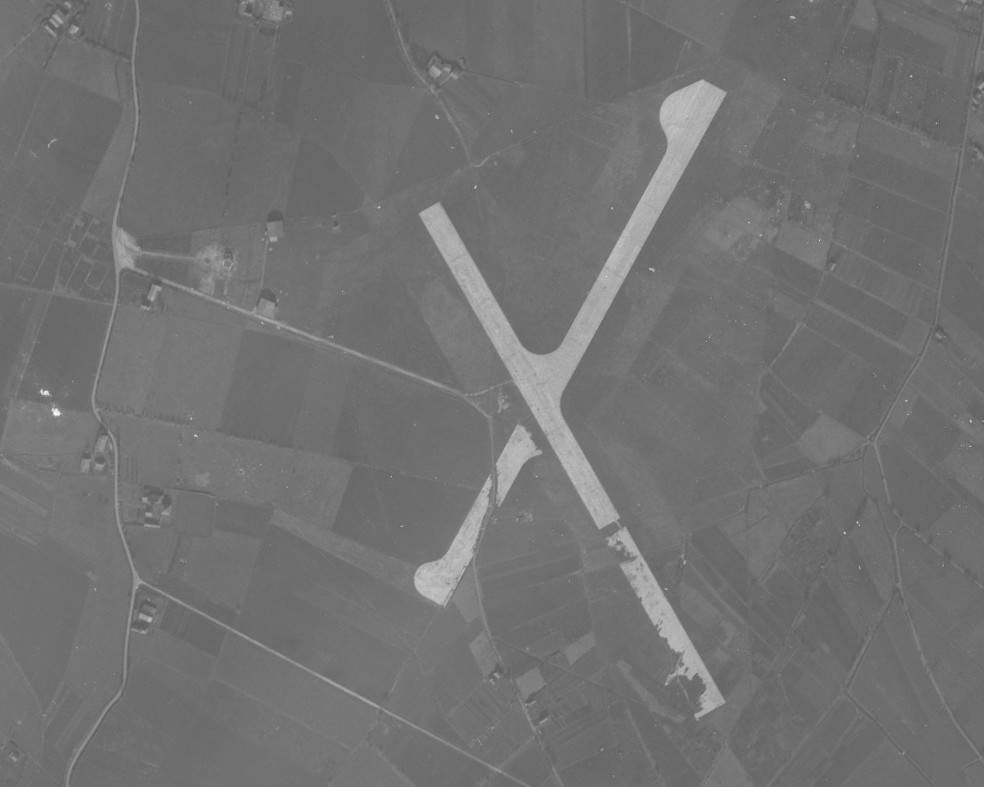
Aérodrome Grenoble-Mermoz en 1944.
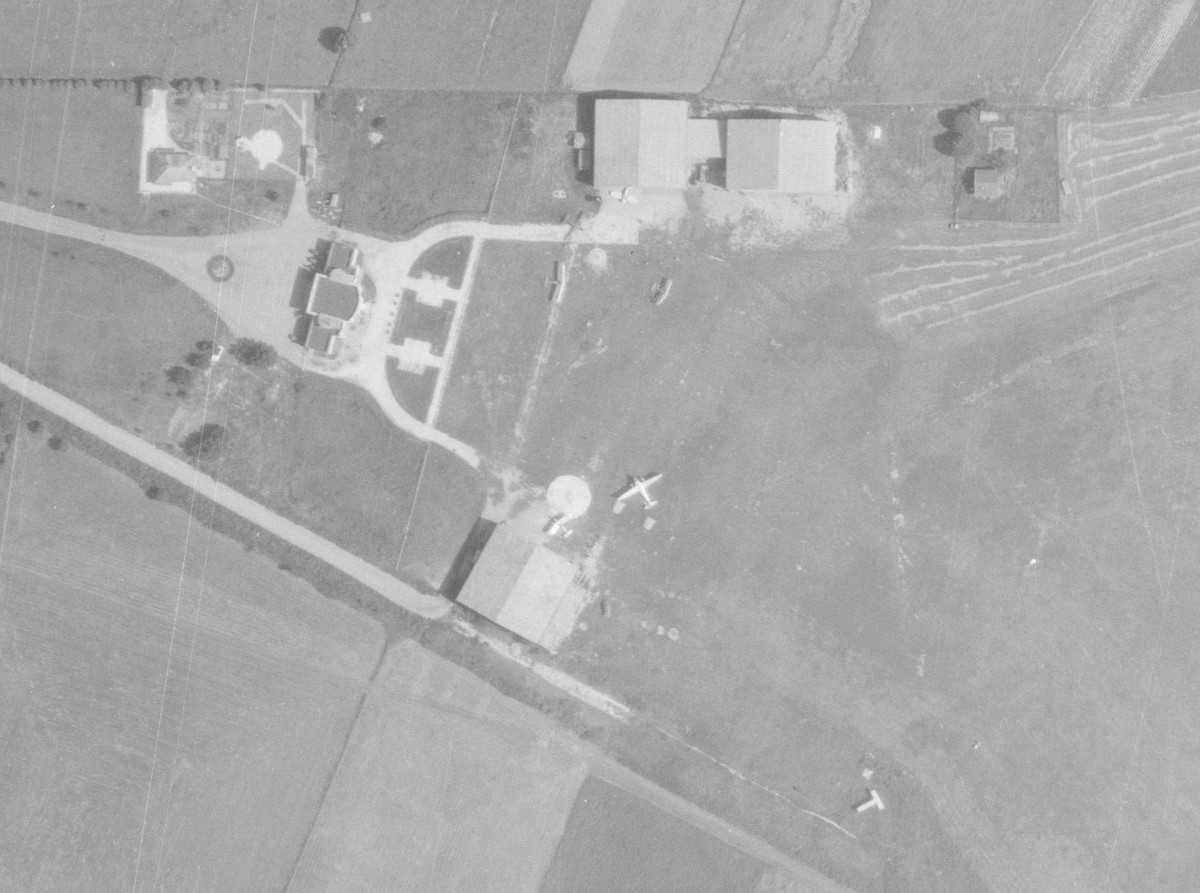
Infrastructures de l'Aéroport Mermoz en 1957.
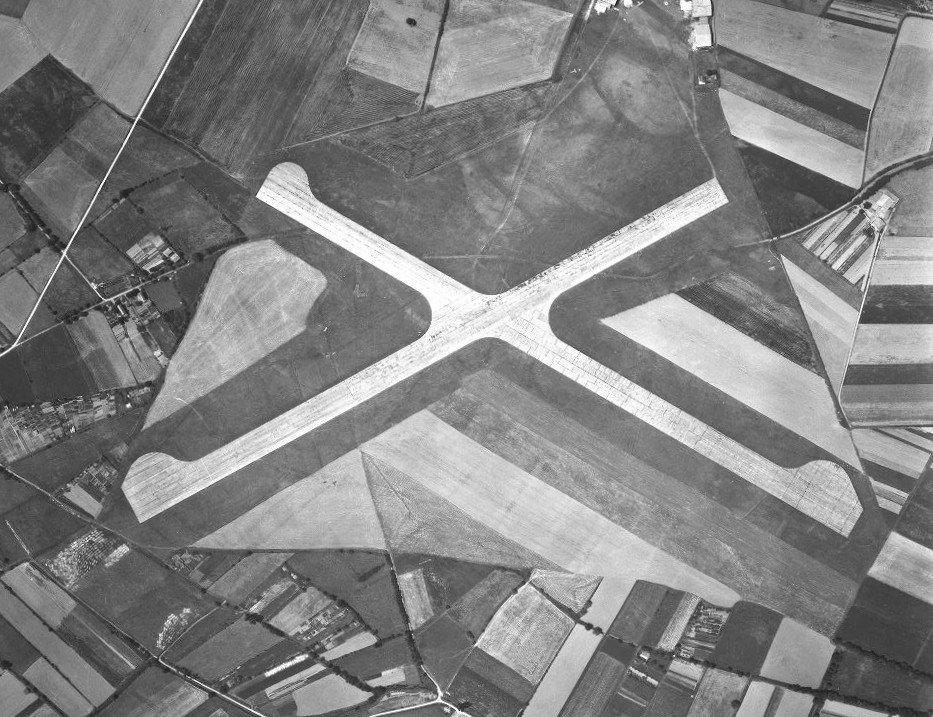
Aéroport Grenoble-Mermoz en 1959.
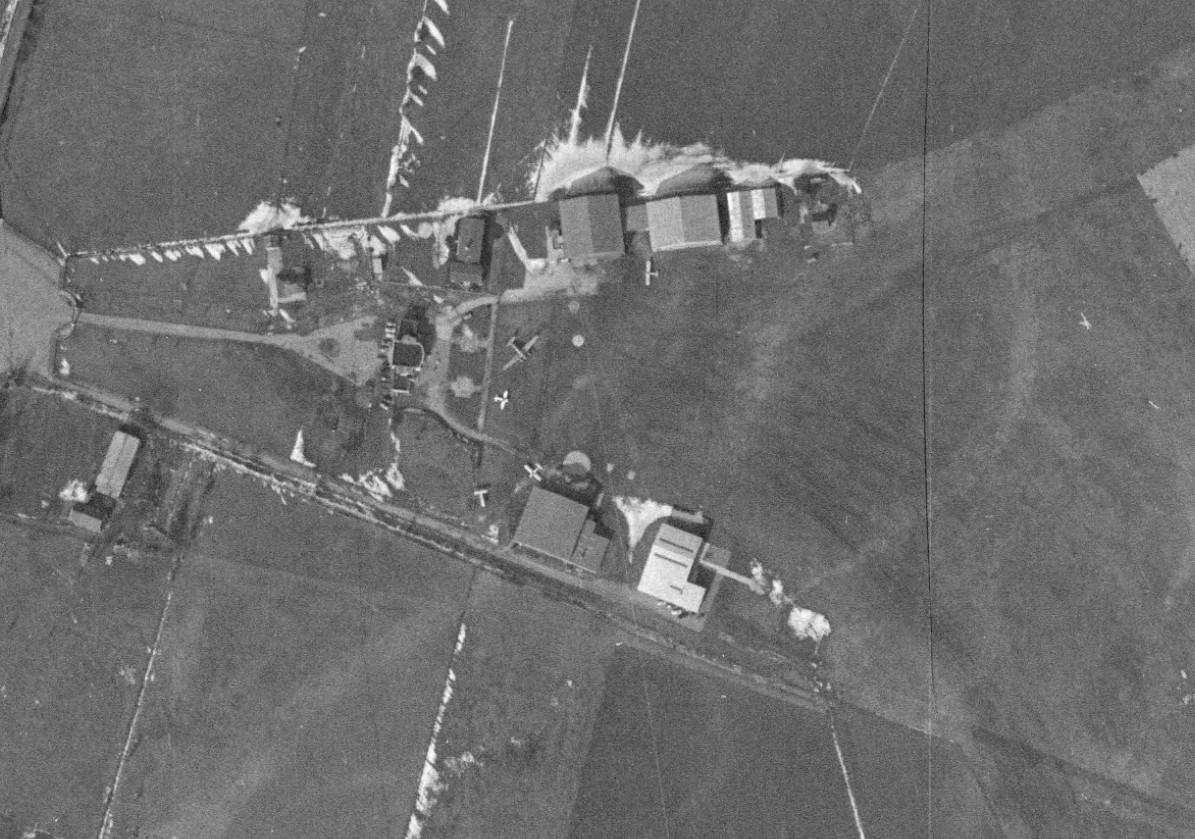
Infrastructures de l'aéroport Mermoz en 1963.
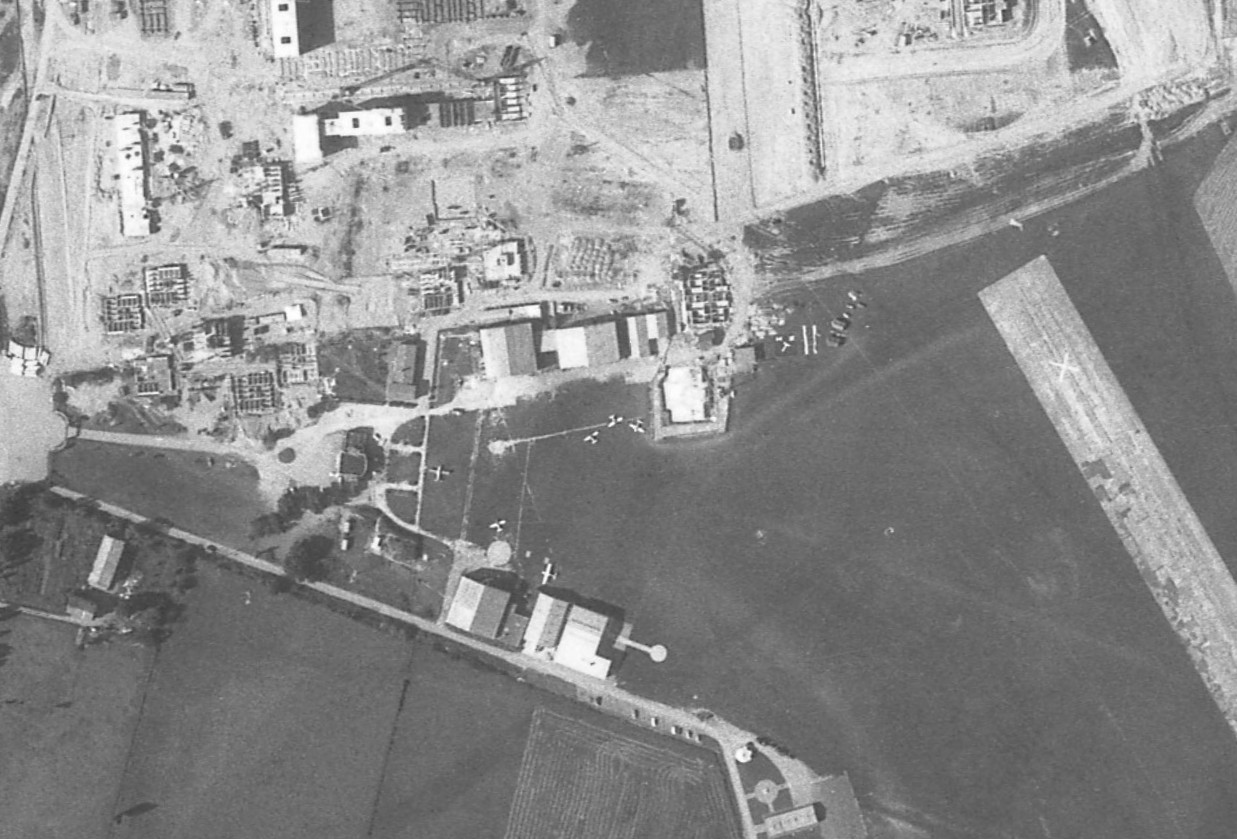
Infrastructures de l'aéroport Mermoz en 1966.
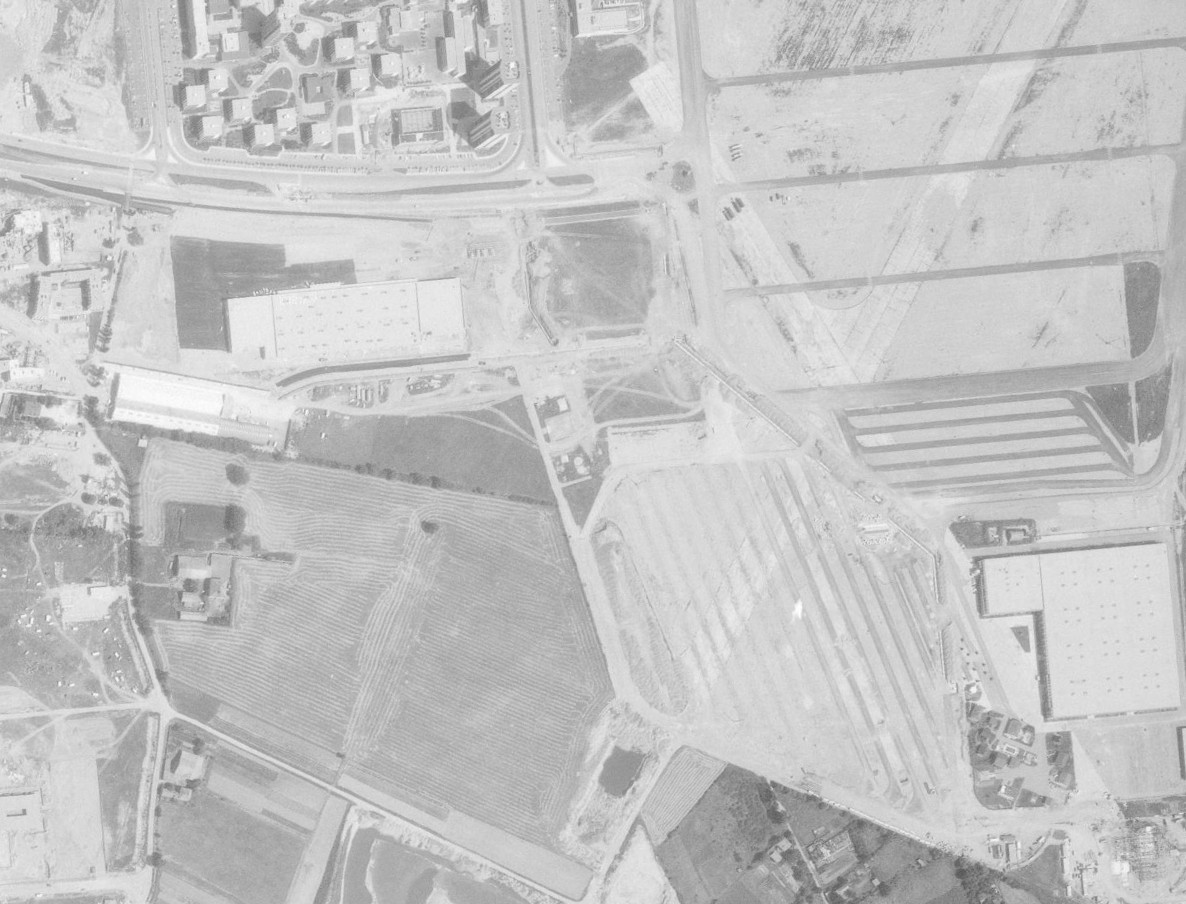
Emplacement de l'ancien aéroport Mermoz en 1969.
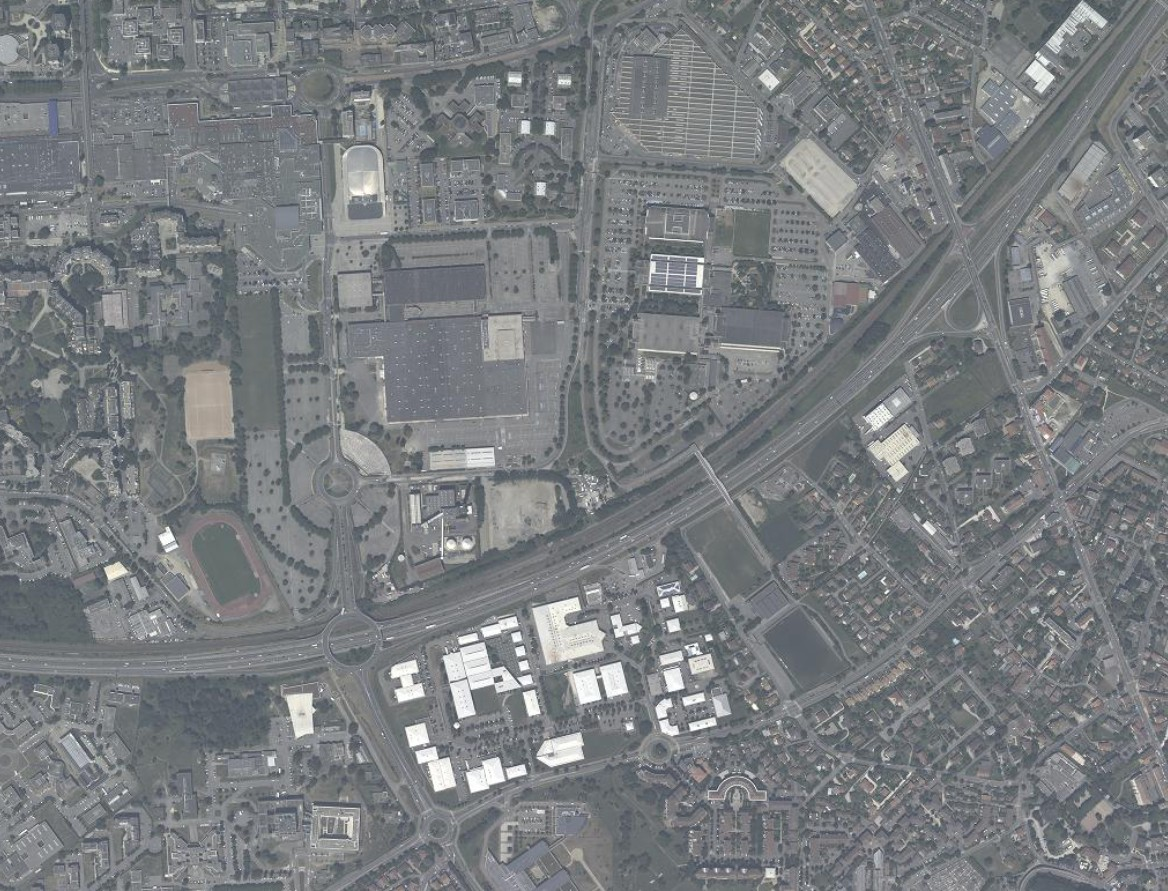
Emplacement de l'ancien aéroport Grenoble-Mermoz en 2012.